# Paola Cavalieri
Paola Cavalieri, filòsofa italiana, és coneguda principalment pel seu activisme pels drets dels animals, en particular per als simis antropomorfs. En aquest camp ha publicat La questione animale (1999) i The Great Ape Project (1993), realitzat conjuntament amb el filòsof australià Peter Singer, que ha donat lloc al Projecte Gran Simi. Cavalieri també dirigeix la revista internacional de filosofia Etica & Animali.

## Llibres
- The Great Ape Project: Equality Beyond Humanity, New York: St. Martin's Press ISBN 978-0312104733
- La questione animale. Per una teoria allargata dei diritti umani, Bollati Boringhieri, 1999, ISBN 8833911608